# Guerra de les Arenes
La Guerra de les Arenes (francès Guerre des Sables, àrab حرب الرمال, ḥarb ar-rimāl) va ser un conflicte militar entre el Marroc i l'Algèria, ajudada per Egipte i Cuba, poc després de la seva independència. Després d'alguns mesos d'incidents fronterers, la guerra oberta va tenir lloc a la regió algeriana de Tindouf i Hassi Beida i es va estendre a Figuig al Marroc. La lluita va cessar el 5 de novembre i Organització de la Unitat Africana aconseguí un alto el foc definitiu el 20 de febrer de 1964, deixant la frontera sense canvis.

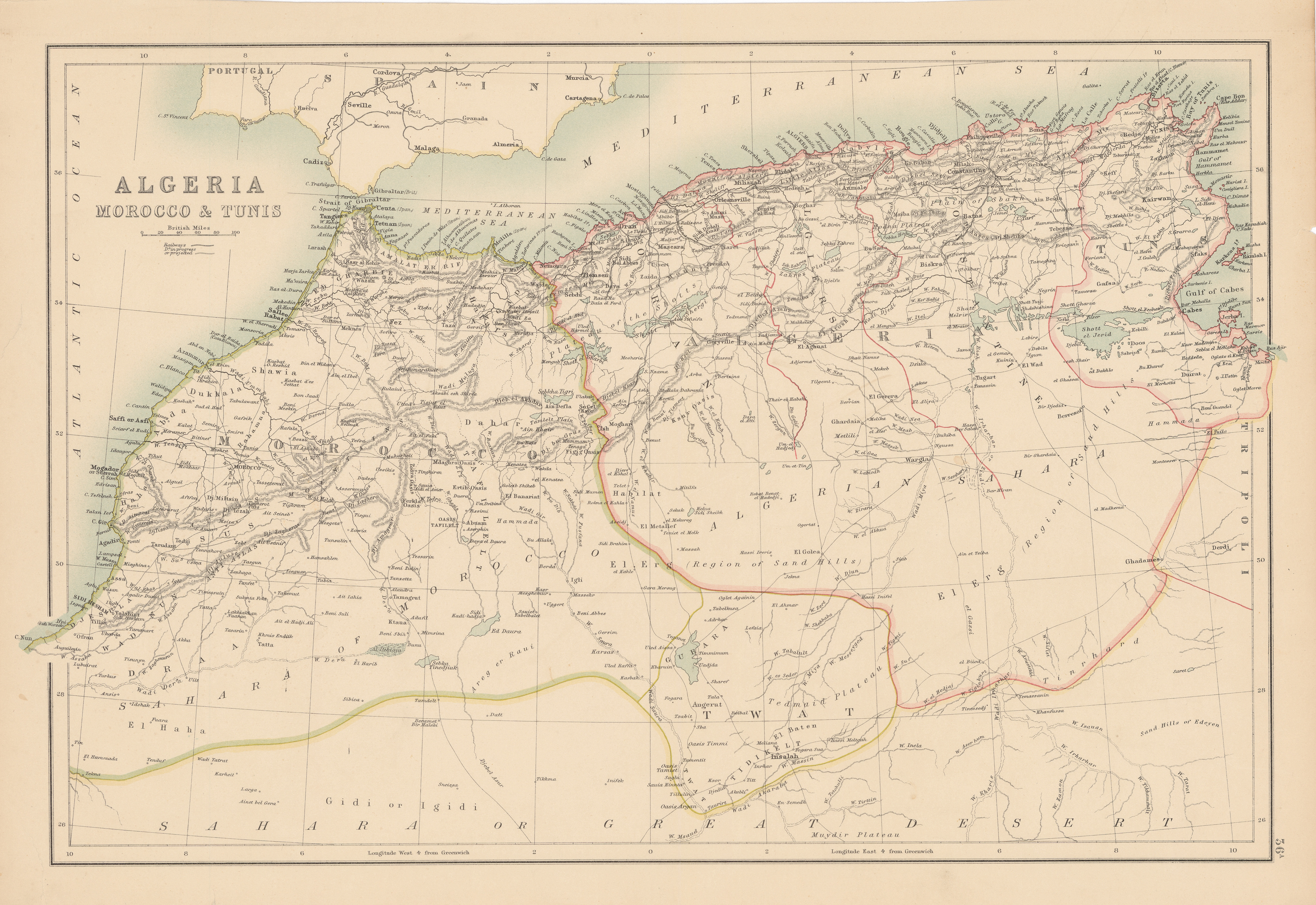
El Magrib en la segona meitat del segle XIX

## Context
Diversos factors contribuïren al fet que esclatés el conflicte: la manca d'una línia precisa de la frontera entre Algèria i el Marroc, l'irredemptisme marroquí, al voltant del concepte de "Gran Marroc", el descobriment importants recursos minerals a la zona en disputa, així com la negativa del fovern de l'Algèria independent, presidit per Ahmed Ben Bella, a reconsiderar les fronteres heretades de l'època colonial, com havien estat reconegudes i acceptades el 6 de juliol de 1961 en una convenció signada a Rabat per Ferhat Abbas, president del govern provisional de la República algeriana i Hassan II, rei del Marroc.

Abans que França colonitzés la regió en el segle xix, una part del territori de l'actual Algèria sud i oest estava sota sobirania marroquina, però tanmateix no es va definir cap frontera. En el tractat de Lalla Maghnia (18 de març de 1845), que va fixar la frontera entre Algèria francesa i el Marroc, s'hi estipula que: 
| « | un territori sense aigua és inhabitable i els seus límits són superflus | » |

 i el traçat només es definit sobre 165 kilòmetres. Més enllà sols hi ha una única zona fronterera, sense límit precís, marcada pels territoris tribals units al Marroc o Algèria. Després de la colonització del Marroc el 1912, el govern francès estableix els límits entre els dos territoris, però segueix havent parcel·les mal identificades (línia Varnier de 1912, la línia Trinquet en 1938), que varien d'un mapa a un altre, ja que els ulls de l'administració francesa no estan per les fronteres i que la zona és pràcticament deshabitada. El descobriment de grans dipòsits de petroli i minerals (manganès, ferro) a la regió van portar a França a definir amb major precisió els territoris, i en 1952 els francesos va decidir integrar als departaments francesos d'Algèria les regions de Tindouf i Colomb-Béchar.

Mapa del «Gran Marroc» reivindica per l'Istiqlal

Des de la seva independència el 1956, el Marroc reclamava la sobirania sobre aquests territoris, així com altres que havien format part del Marroc històric. Per tal de posar fi al suport del Marroc al FLN algerià, França proposa el principi de la restitució d'aquests territoris contra la creació d'una "organització comuna del Sàhara "(OCRs), responsable d'explotar els jaciments miners del Sàhara recentment descoberts i la prohibició de donar refugi als insurgents algerians. El rei Mohammed V veu aquesta proposta com "una punyalada per l'esquena" dels "germans algerians", i negocià per separat un acord el 6 de juliol de 1961 amb el cap del govern provisional de la República algeriana, Ferhat Abbas. En virtut de l'acord, una vegada que Algèria obtingués la independència, l'estatut de Tindouf i Colomb-Béchar seria renegociat.
Nogensmenys, amb la independència d'Algèria, i abans que es ratifiqui l'acord, una coalició dirigida per Ahmed Ben Bella i recolzat per l'Exèrcit d'Alliberament Nacional impedeix el govern de Ferhat Abbas. Un dels desafiaments de la guerra d'Algèria va ser la preservació de la unitat del territori, que era, en particular, per prevenir França de separar el Sàhara de la resta de la regió d'Algèria. Per tant, Ben Bella i els líders de l'ELN eren reticents a renunciar a qualsevol territori "alliberat amb la sang de tants màrtirs" al Marroc i, després de la independència, es negaren a reconèixer les reivindicacions històriques i polítiques del Marroc. De fet percebien les exigències del Marroc com un intent d'ingerència i pressió, quan el país sortia molt debilitat per la seva guerra d'independència. El govern algerià encara no controlava fermament tot el seu territori; en particular, es va produir un aixecament amazic anti-FLN a la Cabília, dirigit per Hocine Aït Ahmed. Alhora, les reivindicacions socialistes del FLN van robar ressò al Marroc amb l'UNFP de Mehdi Ben Barka, que reclamava una reforma agrària, la revolució dels treballadors i la solidaritat antiimperialista amb la revolució algeriana; hagué de sortir del Marroc al juliol de 1963, després del fracàs de la "complot de juliol" contra el rei, en el qual hi està implicada una facció de la UNFP.
El partit Istiqlal era particularment indignat per la "ingratitud" dels algerians, i al març de 1963 es torna a publicar un mapa irredemptista del "Gran Marroc" en el seu setmanari al-Alam (La bandera). El territori incloïa una tercera part del Sàhara algerià fins Ain Salah, el Sàhara Occidental, Mauritània, i part del Mali.
Les tensions entre el Marroc i l'Algèria augmentaren gradualment, i cap de les parts volia córrer el risc de recular. Des de 1962 Tindouf és seu d'incidents durant el referèndum d'independència, els residents indiquen en el seu vot "sí a la independència, però no som marroquins". Poc després, l'exèrcit marroquí intentava ocupar la vila, però es van retirar després de descobrir que l'exèrcit algerià ja controlava la regió. També es va instal·lar breument a la regió de Colomb-Béchar. Durant l'estiu de 1963 els dos països van reforçar la seva presència militar a la frontera. A cada banda, la premsa informava d'atrocitats: els algerians prohibiren als marroquins de Figuig de visitar les seves palmeres al territori d'Algèria, mentre que a Colomb-Béchar i Tindouf, informa Attilio Gaudio, els habitants es veien obligats a adoptar la nacionalitat algeriana. Els marroquins que treballaven a Algèria són expulsats, igual que els comerciants algerians que treballaven a Oujda. L'Algèria hauria donat suport al "complot de juliol", mentre que el Marroc hauria afavorit la detenció de Ben Bella el 1956 i l'assassinat de Patrice Lumumba en 1961. Fins al setembre, els enfrontaments encara eren atribuïts a "elements incontrolats".

## Antecedents
A partir de l'inici de setembre de 1963, l'agència Maghreb Arabe Presse, aleshores proper a l'Istiqlal, anuncià que les tropes algerianes entraren a Tarfaya a fi d'incitar la població a revoltar-se contra el rei, i que els blindats ocuparen els oasis de Zegdou i Mrija.
A la fi de setembre, el rei Hassan II i Mohammed Oufkir decidiren enviar els auxiliars marroquins de Tagounit per reprendre Tinjoub i Hassi Beida, al cor del territori "confiscat " pels francesos. Aquests dos pobles controlaven la ruta que connecta la costa d'Algèria amb Tindouf i el Sàhara Espanyol. Aquesta maniobra va permetre al rei obtenir un ampli suport de la població marroquina.
El 30 de setembre el president Ben Bella afirmà que les forces marroquines prop de la frontera donaven suport l'aixecament de Hocine Aït Ahmed. El 2 d'octubre l'exèrcit algerià es va emparar de Tinjoub, Ich i Hassi Beida. Els marroquins les recuperaren poc després.
El 8 d'octubre les tropes de l'ANP reocuparen Hassi Beida i Tinjoub, i mataren deu auxiliars marroquins mentre que els marroquins avancen al sud i són a 12 km de Tindouf. El 9, el Marroc anuncià que les guarnicions de Hassi Beïda, Tinjoub i Tinfouchy van ser ocupades després d'un atac per sorpresa algerià. Algèria informa que les Forces Armades del Marroc avançaren pel desert des de setembre per establir-hi guarnicions i va atacar Colomb-Béchar. Hassi Beïda i Tinjoub Foren ocupades novament pels marroquins el 14 d'octubre.
Mentrestant el 5 d'octubre els ministres d'Afers Exteriors Ahmed Réda Guédira i Abdelaziz Bouteflika es van trobar a Oujda, i arribaren a un acord per celebrar una cimera entre el Rei i Ben Bella, que resoldria definitivament l'estatut del territori. Aquesta cimera no va dur a terme.
Sota les ordres de Hassan II, Abdelhadi Boutaleb, el ministre d'informació, va anar a Alger, però la seva missió va fracassar, i el 15 d'octubre Algèria decidí la mobilització general a l'ANP dels antics djounoud de l'ANP, els combatents veterans de la guerra revolucionària.

## Operacions militars
El 14 d'octubre les Forces Armades Reials del Marroc ocuparen Hassi Beida i Tinjoub i empenyaren les forces algerianes a la pista Bechar-Tinduf. Aquesta primera intervenció de forces regulars va marcar l'inici del conflicte. L'exèrcit algerià s'emparà d'Ich, un enclavament marroquí al desert, lluny a l'est de la zona en disputa. Això pretenia obrir un nou front per alleujar la pressió sobre les tropes algerianes amenaçades al sud, o bé mantenir un territori per servir com a moneda de canvi en les negociacions. El 18, els algerians arribaren vora Figuig.
L'exèrcit marroquí, comandat pel general Driss Ben Omar El Alami, estava millor equipat i subministrat, mentre que l'exèrcit algerià, comandat per Houari Boumedienne, experimentat per la guerrilla però mal equipada, patia de problemes logístics. Posteriorment, Ahmed Ben Bella va explicar la seva elecció per enfocar la política de desenvolupament d'Algèria en altres dominis que els militars, ja que no esperava ser atacat per un "poble germà".
Algèria va rebre armes de Cuba (incloent un contingent de 686 homes amb aviació, blindats, i artilleria), d'Egipte (foren enviats 1.000 soldats a Algèria)), mentre que el Marroc no va rebre suport directe dels Estats Units d'Espanya o França. Després de l'aterratge d'emergència d'un helicòpter algerià darrere de la frontera amb el Marroc el 20 d'octubre, els cinc oficials egipcis ocupants foren capturats; tres coronels egipcis foren presentats a la premsa. El Marroc va trencar les relacions diplomàtiques amb Cuba el 31 d'octubre, i va retirar els seus ambaixadors a Egipte i Síria, alhora que 350 professors egipcis eren expulsats.
La batalla més important es va dur a terme el 25 d'octubre, uns 200 algerians van ser capturats prop de Hassi Beida. Els marroquins arribaren fins a 12 quilòmetres de Tindouf, el 28. Foren dissuadits d'invadir la ciutat per una intervenció de Charles de Gaulle.
S'esperava que un contingent cubà, incloent 22 blindats T-34, capturés Berguent al Marroc, però l'atac fou suspés en l'últim minut per Ben Bella, a causa de la perspectiva de negociacions en la conferència de l'Organització per a la Unitat Africana que es va celebrar a Bamako del 29 d'octubre.
Al final del mes, el Marroc gaudia d'una situació militar favorable, ocupant Hassi Beida i Tinjoub, i apropant-se a Tindouf, mentre que Algèria tenia la situació diplomàtica a favor seu: posseïa un gran capital de simpatia després de la guerra d'independència, era recolzat en diversos graus per totes les organitzacions africanes, i podia plantejar el principi d' Uti possidetis iure per donar suport a la seva afirmació.

## Negociacions per l'alto el foc
Van tenir lloc diversos intents de negociacions, infructuosos i no coordinats, abans que arribaren a un acord a finals d'octubre sota els auspicis de l'OUA.
El President de Tunísia Habib Bourguiba fou el primer a establir un diàleg entre les parts en conflicte, però no van arribar a un acord. Del 15 al 17 d'octubre ambdós països tractaren de negociar directament un alto el foc a Marràqueix, amb l'ajuda de l'emperador d'Etiòpia Haile Selassie (també primer dirigent de l'OUA, i després visitant Àfrica del Nord), sense èxit. Gamal Abdel Nasser, president de la República Àrab Unida (formada només per Egipte), demana una cimera del nord d'Àfrica, però la implicació directa del seu exèrcit a Algèria treu possibilitats a la seva invitació. Una oferta de mediació, patrocinada per la Lliga Àrab, també va ser rebutjada pel Marroc, que considerava que era massa favorable a Algèria, sobretot a causa del paper dominant d'Egipte en la Lliga.
Hailé Selassie i els president del Mali, Modibo Keita, van convèncer els bel·ligerants de reunir-se en una conferència a Bamako el 29 i 30 d'octubre; assoleixen un alto el foc negociat en la conferència.
Les condicions de l'alto el foc són:

1. El cessament efectiu de les hostilitats i l'entrada en vigor d'un alto el foc, a partir del 2 de novembre a la mitjanit.
2. La creació d'una comissió formada per oficials del Marroc, Algèria, Etiòpia i Mali, que determinarà una àrea més enllà del qual es retirarien les tropes involucrades.
3. La creació d'un cos d'Observadors de Mali i Etiòpia responsable de garantir la seguretat i la neutralitat de la zona desmilitaritzada.
4. La trobada, en el menor temps possible, els ministres d'Exteriors dels països membres de l'Organització de la Unitat Africana, per formar una comissió especial que faria:

a) determinar la responsabilitat en l'esclat de les hostilitats;
b) estudiar el problema de les fronteres i sotmetre a ambdues parts propostes concretes per a la solució definitiva d'aquest afer.
Els quatre caps d'Estat també van decidir:
1. El cessament per Algèria i el Marroc de qualsevol atac públic a través de la premsa o la ràdio, a partir de l'1 de novembre de 1963, a la mitjanit.
2. El compliment estricte del principi de no interferència en els assumptes d'altres Estats;
3. La solució mitjançant negociacions de qualsevol controvèrsia que pugui sorgir entre els estats africans.

Havia de tenir efecte el 2 de novembre, però el Marroc no tenia intenció de renunciar a Hassi Beida i Tinjoub que considerava part del seu territori. L'1 de novembre, el president algerià Ben Bella exigí l'evacuació d'aquestes viles per les tropes marroquines. Davant llur refús, va ordenar el bombardeig d'artilleria sobre Figuig, i els enfrontaments esporàdics continuaren fins l'alto el foc efectiu el 5 de novembre, deixant les posicions originals sense canvis. El Marroc, que estava tractant des de mitjans d'octubre de portar la controvèrsia a les Nacions Unides per tal de frustrar els esforços d'Algèria a l'OUA, no va rebre el suport dels Estats Units o França, que l'incitaren a respectar els acords de Bamako.
L'OUA va formar una comissió de mediació, amb els representants d'Etiòpia i de Mali. Es va establir una zona desmilitaritzada a través de la frontera entre Figuig i Tindouf, al voltant de 1.000 quilòmetres, supervisada pels observadors d'Etiòpia i Mali. En una sessió especial del 15 al 18 de novembre a Addis Abeba, el Consell de Ministres de l'OUA va adoptar el principi de la primacia de l'OUA sobre les Nacions Unides en la resolució dels conflictes purament africans i aprova la declaració conjunta de Bamako. El Marroc, que temia una solució desigual per part d'una organització favorable a la causa d'Algèria, es va assegurar en aquestes conclusions. Es va signar un alto el foc definitiu el 20 de febrer de 1964, defineix els contorns de la zona desmilitaritzada i marca la represa oficial de les relacions diplomàtiques entre el Marroc i Algèria. Finalment es retiraren les tropes marroquines que ocupaven Hassi Beida i Tinjoub, i les tropes algerianes que ocupaven de Figuig.

## Balanç i conseqüències
L'abril del 1964, 379 presos algerians foren intercanviats per 57 marroquins, cosa que dona suport a la tesi d'una superioritat general de les forces marroquines durant el conflicte. El Marroc anuncia una xifra oficial de 39 morts, mentre que les pèrdues d'Algèria, mai publicades, és probable que ascendiren a 300 morts. El pobre balanç de l'exèrcit algerià és un dels factors que contribueixen a la caiguda de Ben Bella en 1965.
Ben Barka, refugiat a Algèria des de juliol de 1963 denúncia fermament la "guerra agressiva" i "traïció del Marroc", i va ser condemnat a mort per contumàcia el 22 de novembre de 1963, per complot i temptativa d'assassinat contra el rei en el « complot de juliol ». El 29 d'octubre de 1965, va ser detingut i portat a París per la policia francesa, i desapareix sense deixar rastre. Probablement fou assassinat al Marroc per instruccions del general Oufkir, amb la complicitat de la SDECE. L'esquerra marroquina, traumatitzats per les denúncies traïció a la pàtria durant el conflicte, se situarà gairebé íntegrament al costat del rei durant el conflicte del Sàhara Occidental en 1975.
"L'actitud imperialista" o "expansionista" del Marroc va ser criticada a l'Àfrica i al món àrab, en part perquè el rei Hassan II no es va demarcar clarament de les posicions ambicioses de l'Istiqlal. Aproxima el Marroc a l'occident anticomunista, mentre que Algèria gira cap el Tercer Món. les tropes cubanes, que no havien tingut l'oportunitat de lluitar, es reconvertiren en instructors i proporcionaren formació a una brigada de cavalleria d'Algèria, i assistència mèdica abans de tornar el març de 1964.
La guerra de les Arenes inaugura un llarg període de malfiança entre l'Algèria i el Marroc, però només amb una confrontació oberta posterior: el 1976, a Amgala al Sàhara Occidental.
L'OUA adoptà el principi d'intangibilitat de les fronteres heretades del colonialisme, cosa que fou rebutjada pel Marroc, i la frontera segueix el traçat de la delimitació francesa. El 15 de juliol de 1972 Houari Boumedienne i Hassan II van signar un tractat de delimitació de les seves fronteres, mitjançant l'adopció d'aques traçat. L'Algèria ratificà el tractat de 17 de maig de 1973, però el Marroc trigà, i el començament de la guerra amb el Polisario al Sàhara Occidental el 1975 marca una nova fase de les hostilitats. El tractat fou ratificat finalment en maig de 1989.